# Оравские говоры словацкого языка
О́равские го́воры слова́цкого языка́ (также оравский диалект; словац. oravské nárečia) — говоры среднесловацкого диалекта, распространённые в северо-восточных районах Жилинского края Словакии (в северной части среднесловацкого диалектного ареала). Входят вместе с турчанскими, липтовскими и верхненитранскими в число северных среднесловацких говоров согласно классификации, опубликованной в «Атласе словацкого языка» (Atlas slovenského jazyka). В оравском диалектном ареале выделяют нижнеоравские, среднеоравские и верхнеоравские говоры. В классификации Р. Крайчовича приводятся основные диалектные ареалы — нижнеоравский и среднеоравский, а также верхнеоравские говоры как переходный ареал в составе северо-западного среднесловацкого диалектного региона. По классификации, представленной на диалектологической карте И. Рипки, оравские говоры включены в состав северо-западного региона среднесловацкого диалектного макроареала.
Название оравских говоров связано с наименованием исторического Оравского комитата Венгерского королевства, в пределах которого произошло формирование данных говоров.
Отличием оравских говоров от остальных говоров среднесловацкого диалекта является высокая частотность в системе их вокализма гласной ä; сохранение широкой открытой ȁ (из *ę долгой) и долгой á в позиции после функционально мягкой согласной и другие диалектные черты.

## Ареал и название

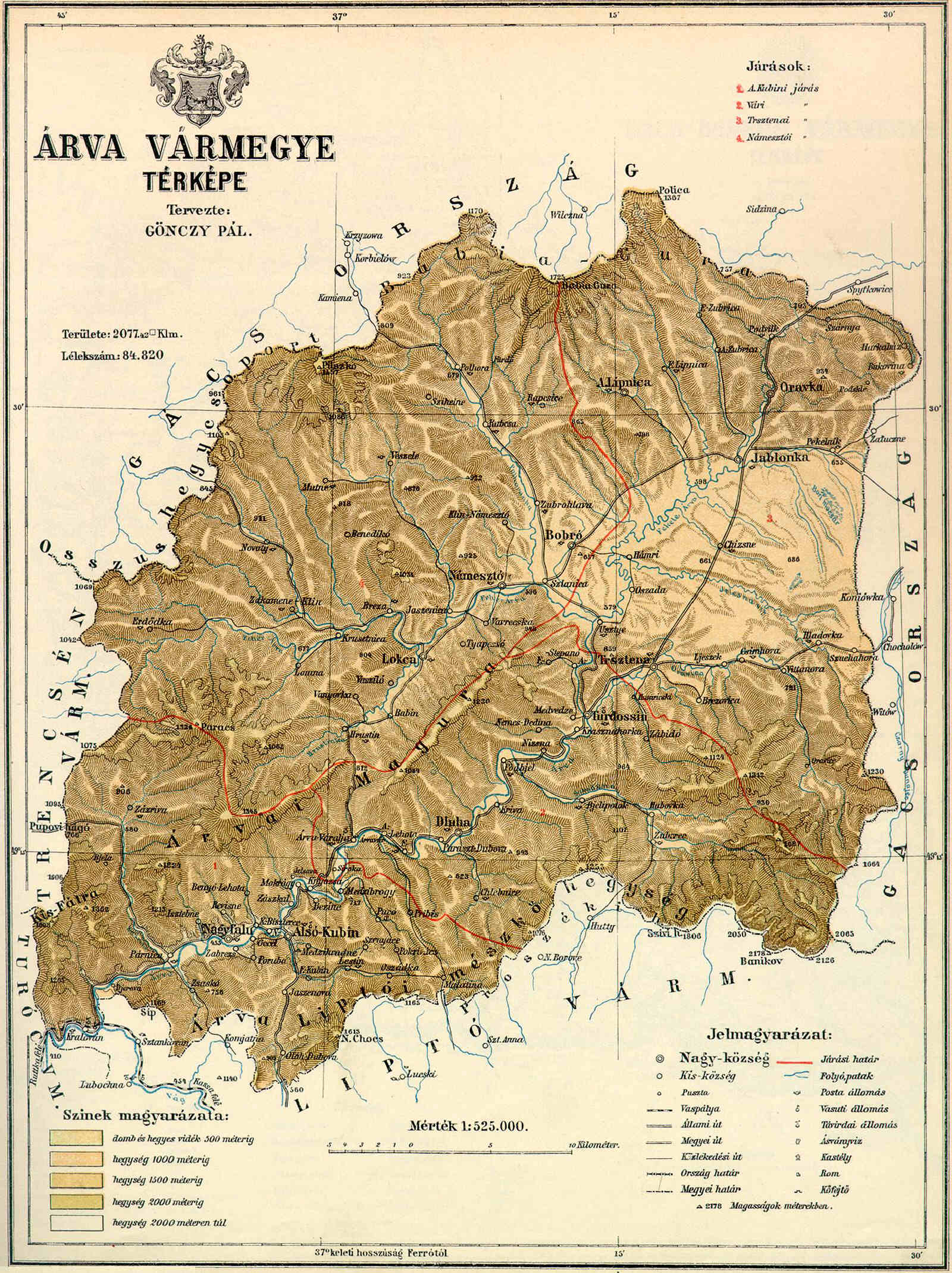
Карта Оравского комитата

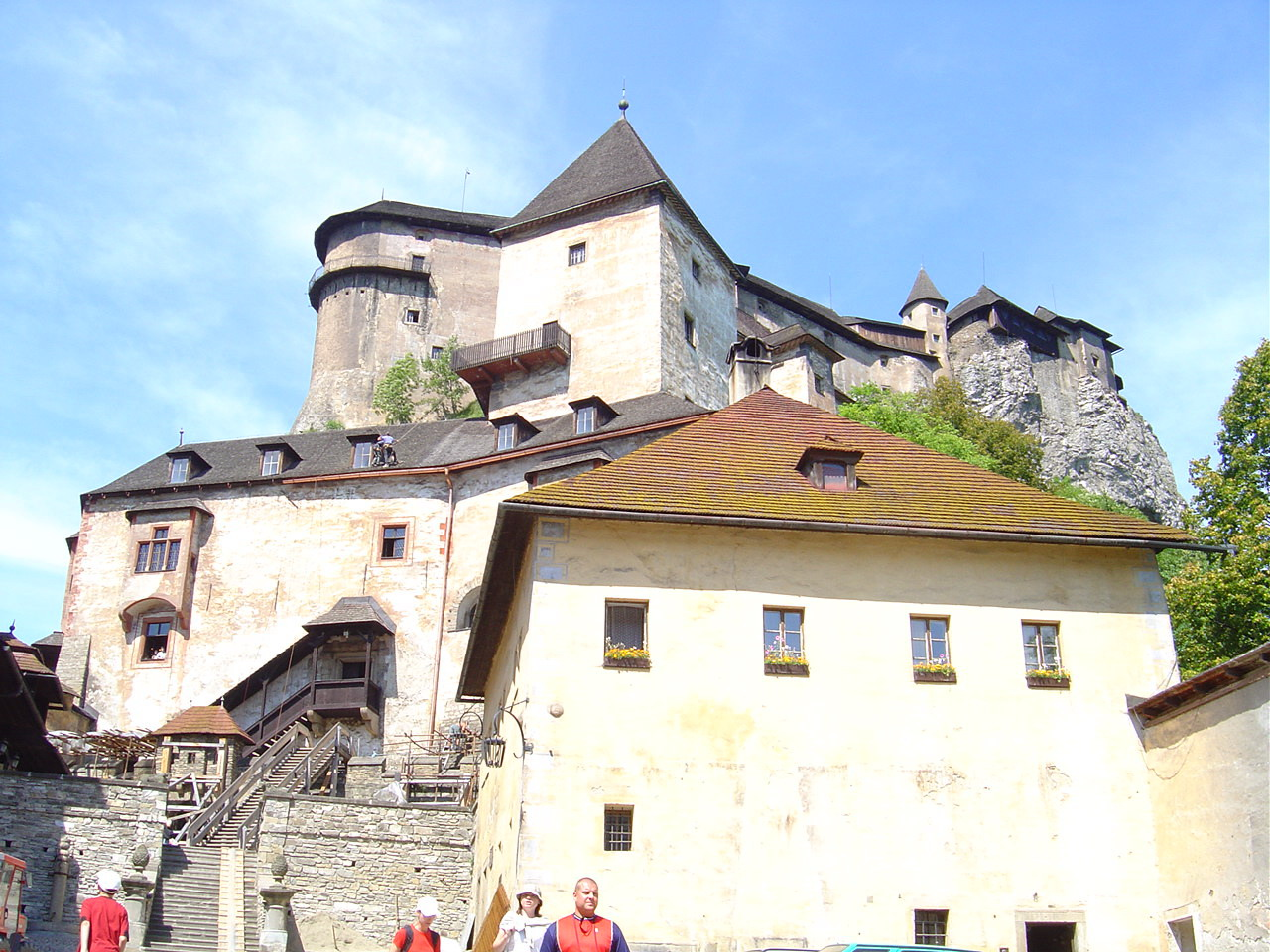
Замок Оравский Град — первый центр Оравского комитата

Оравские говоры распространены в горных районах северной части Словакии на территории исторической области Оравы. По современному административно-территориальному делению Словакии ареал оравских говоров размещён в северо-восточной части территории Жилинского края (самые крупные населённые пункты данного региона — Дольни-Кубин, Наместово и Трстена).
С севера и востока с ареалом словацких оравских говоров граничит область распространения гуральских оравских говоров, входящих в состав малопольского диалекта. Граница территорий расселения оравских гуралей и оравских словаков частью совпадает с государственной границей Словакии и Польши, частью проходит по области Словацкой Оравы (значительный массив малопольско-оравского ареала распространён на территории Словакии).
С юго-востока к ареалу оравских говоров примыкает ареал гуральских подгальских говоров, с юга — ареал среднесловацких липтовских говоров, с юго-запада — ареал среднесловацких турчанских говоров, с запада — ареал западнословацких кисуцких говоров верхнетренчинской группы.
На северо-западе с ареалом оравских говоров соседствует область распространения живецких гуральских говоров малопольского диалекта.
Название оравским говорам (как и многим другим группам словацких говоров) дано по наименованию одного из исторических комитатов Венгерского королевства, в границах которого произошло формирование оравского диалектного ареала. Область распространения оравских говоров во многом совпадает с территорией Оравского комитата (исключая территории расселения малопольских гуралей на севере и востоке Оравы).

## Диалектные особенности
Основные диалектные особенности оравских говоров:
1. Высокая частотность гласной фонемы ä в сравнении с её распространением в языковых системах остальных среднесловацких говоров. В оравском ареале ä представлена не только на месте праславянской *ę, но и на месте исконного a. При этом ä выступает на месте *ę не только после губных согласных, но и во всех прочих позициях: čästo, träsi̯em. На месте исконного a гласная ä отмечается только после функционально мягкого согласного: dažďä, uľicä.
2. Наличие не подвергшихся дифтонгизации широкой открытой гласной ȁ (из *ę долгой) и долгой á в позиции после функционально мягкой согласной: robȁ, mesȁc, uľicȁx.
3. Переход в тип ďi̯eu̯čä существительных среднего рода, оканчивающихся на -ä (которое возникло в результате действия ритмического закона и исконно склонялось по типу znameňȁ): ľísťä > ľísťäťä, skáľä > skáľäťä.
4. Наличие имён прилагательных с основой на ň, относящихся к мягкой разновидности склонения: ľetňí, poľňí.
5. Употребление форм инфинитива типа krásť, sȁsť. В других говорах им соответствуют формы инфинитива с изменённой морфемной структурой типа kradnúť, sadnúť.
6. Распространение особого форманта 1-го лица единственного числа прошедшего времени -x, восходящего к морфеме праславянского аориста. Данный формант присоединяется к различным словоформам, оканчивающимся на гласную: jȁx bou̯, bolax.